# Fojos
Fojos (oficialmente y en asturiano: Foxos) es una aldea perteneciente a la parroquia de Mohías, en el concejo de Coaña, comarca de Eo-Navia, Principado de Asturias, España.